# Marco Serpellini
Marco Serpellini, né le 14 août 1972 à Lovere, est un coureur cycliste italien.

## Biographie
En 1990, Marco Serpellini est sacré champion du monde junior à Utsunomiya. Il devient professionnel en 1994 dans l'équipe italienne Lampre. Deux ans plus tard, il quitte la Lampre pour la Panaria, avec laquelle il remporte sa première victoire en Belgique, le Grand Prix Pino Cerami.
En 1998, avec la formation Brescialat, il réalise sa meilleure saison en s'imposant sur cette même course, le Tour du Portugal et le Tour du Piémont. Entre autres places d'honneur, il termine neuvième du Tour d'Espagne en septembre.
De retour chez Lampre en 1999, il obtient de nombreuses places d'honneur, dont une seconde place lors de la 13e étape du Tour entre Saint-Flour et Albi, et est sélectionné pour les championnats du monde dont il prend la quinzième place de l'épreuve en ligne. Durant ses quatre saisons suivantes, il remporte trois courses et termine quatrième du Tour de Lombardie en 2002.
Après deux années peu prolifiques avec l'équipe allemande Gerolsteiner, il effectue sa dernière saison en 2006 chez Unibet.com, glanant une étape de la Course de la Paix.

## Palmarès

### Palmarès amateur
- 1989
  - 4e étape du Grand Prix Rüebliland
  - 3e du Grand Prix Rüebliland
- 1990
  -  Champion du monde sur route juniors
  - Trofeo Emilio Paganessi
- 1991
  - Targa Libero Ferrario
- 1992
  - Giro del Canavese
- 1993
  - 3e du Trofeo Alcide Degasperi

### Palmarès professionnel
- 1994
  - 3e de la Hofbrau Cup
- 1995
  - 3e du Giro del Canavese
- 1996
  - Grand Prix Pino Cerami
- 1997
  - Giro del Medio Brenta
  - 3e des Trois vallées varésines
- 1998
  - Grand Prix Pino Cerami
  - Tour du Portugal :
    - Classement général
    - 4e étape

  - Tour du Piémont
  - 2e du Grand Prix d'Europe (avec Marco Velo)
  - 3e de Milan-Turin
  - 7e du Tour de Lombardie
  - 9e du Tour d'Espagne
- 1999
  - 2e de la Coppa Sabatini
  - 2e du Tour du Piémont
  - 5e de Paris-Tours
  - 7e du Tour de Lombardie
- 2000
  - Grand Prix Bruno Beghelli
  - 3e étape de la Bicyclette basque
  - 3e de la Japan Cup
- 2001
  - 7e du Championnat de Zurich
- 2002
  - 4e du Tour de Lombardie
- 2003
  - Grand Prix de la ville de Camaiore
- 2006
  - 4e étape de la Course de la Paix

## Résultats sur les grands tours

### Tour de France
5 participations
- 1994 : abandon (16e étape)
- 1995 : 111e
- 1999 : 55e
- 2001 : 125e
- 2002 : 74e

### Tour d'Italie
3 participations
- 1996 : 68e
- 1998 : 70e
- 2004 : 71e

### Tour d'Espagne
2 participations
- 1997 : 16e
- 1998 : 9e